# Tavana Salmon
Pour les articles homonymes, voir Salmon.
Hare, Salmon, Paling Ly Mou Yn, dit Tavana Salmon, né le 13 janvier 1920 à Papeete (Tahiti) et mort le 24 septembre 2024, est un tatoueur français et l'un des représentants du renouveau culturel polynésien. 
À partir de 1982, Tavana Salmon contribue à remettre à l’honneur les fondamentaux de la culture polynésienne, au travers du tatau, — le tatouage traditionnel dont il est allé retrouver la pratique aux îles Samoa, où la transmission n'a pas été interrompue, — ou encore des cérémonies coutumières.

## Biographie
Né en 1920 sur la colline de Sainte-Amélie d’une mère tahitienne et d’un père américain, Tavana Salmon rejoint Hawaï avec son père dès l’âge de trois ans. Il fait toute sa scolarité là-bas, et a longtemps dansé avant de créer son propre groupe, Tavana’s. Il monte le plus grand spectacle qu'Hawaï ait jamais connu avec plus de 150 danseurs au Moana Hotel. Il est une star à Waikiki pendant 17 ans. 2 000 personnes viennent voir son spectacle chaque soir, sept jours par semaine. C’était un spectacle polynésien, surtout tahitien combiné avec des danses maoris, samoéennes  et tongas.
Il participe à trois films : Le Bounty avec Mel Gibson, Captain Cook, et The Wind and the Stars, qui était aussi à propos du Capitaine Cook. Les producteurs ont fait appel à lui parce qu'il connaissait les cérémonies et protocoles d'autrefois.
En 1982, il se rend aux Samoa pour demander au roi s'il peut emmener un tatoueur et son assistant avec lui à Tahiti. Le roi accepte. Ils vont alors tatouer à Papeete. 
« En 1982 les échanges en matière de tatouage entre Samoa et le reste du monde s'étendirent également à la Polynésie française par l'intermédiaire de Tavana Salmon, qui était alors danseur et promoteur d'une troupe de danse à Hawaï. Ce dernier mit sur pied l'ambitieux projet de commissionner un tatoueur samoan, en l'occurrence Li'o Tusiufo pour réaliser, selon la technique austronésienne, un tatouage intégral marquisien sur l'un des danseurs de sa troupe originaire de Rurutu (Tunumafono 1982). À la suite de cela, Salmon invita à Tahiti des tatoueurs samoans, lors des fêtes annuelles de Tiurai (les fêtes du 14 juillet), entre 1982 et 1985. Cette visibilité accordée aux formes traditionnelles polynésiennes eut un impact important sur les jeunes Tahitiens, qui pratiquaient alors un tatouage "à l'arraché", selon leurs propres termes. ». 
En 1982, une centaine de personnes sont tatouées à Tahiti par les Samoans. Majoritairement des Popaʼa (blancs). 150 dont quinze femmes en 1983.   
C’est comme ça que le renouveau du tatouage est apparu à Tahiti, où plus personne n'était tatoué. Tavana Salmon a lui-même tatoué 10 personnes par jour pendant près de 10 ans. Parmi ses premiers tatoués, il y avait Chimé, qui formera très vite le groupe des trois mousquetaires avec Roonui et Purotu. Ils exporteront bientôt le tatouage polynésien dans le monde en voyageant à l'étranger et en ouvrant leurs studios. 
Tavana Salmon a par la suite contribué à plusieurs spectacles du groupe O Tahiti E, notamment en confectionnant les costumes de la cour royale pour le spectacle Te Feti’a Avei’a, présenté au marae de Paea. 
Il préside le festival 2006 Tatau i Tahiti-Tattoonesia.

## Vidéographie
L'influence de Tavana Salmon a été étudiée dans au moins deux films documentaires :
- Tatau, le renouveau du tatouage[9]. Réalisé par Gérard Jumel. 27 min. Coproduction Jour J. Productions, RFO, Odyssée, la chaîne documentaire. France 2007.
- Tatau, la culture d'un art[10]. Réalisé par Jean-Philippe Joaquim[11]. 52 min. Émotion Films, Polynésie 1re, France Télévisions. 2015 Festival International du Film Océanien (FIFO) • Papeete (France) • Prix du SCAN.